# Сан-Франциско (кратон)

Розташування кратонів Південної Америки і Африки за часів Мезопротерозою (більш ніж 1.3 Ga)

Кратон Сан-Франциско розташований в східній частині Південної Америки, у бразильських штатах Мінас-Жерайс і Баїя.
Включає в себе цілий ряд різних блоків архейського віку, розділених орогенними поясами, що характеризуються осадовими басейнами і пасивними континентальними окраїнами, перетинають гранітні інтрузії. Орогенні пояса палеопротерозойського віку (близько 2,5 до 2,0 млрд років) обумовлюють поточну конфігурацію кратону. Близько 1,0 млрд років тому кратон Сан-Франциско було розташовано в південній частині суперконтиненту Родонія і після руйнації Родонії, в кінці протерозою (700 млн років) у складі суперконтиненту Гондвана, до її руйнації в юрський період (близько 180 млн років): Відкриття Атлантичного океану виокремило кратони Конголезький і Сан-Франциско.
Стародавні палеопротерозойські орогенні пояси кратону Сан-Франциско містять породи багаті мінеральними речовинами, особливо заліза і золота, є основним джерелом доходів для гірничодобувної промисловості Бразилії.

## Інтернет-ресурси
- ОДНА З НАЙДРЕВНІШИХ ДІЛЯНОК ЗЕМНОЇ КОРИ